# Kuusivaara (kulle i Finland, Lappland, Tornedalen, lat 66,35, long 24,70)
Kuusivaara är en kulle i Finland.   Den ligger i den ekonomiska regionen  Tornedalens ekonomiska region  och landskapet Lappland, i den norra delen av landet, 700 km norr om huvudstaden Helsingfors. Toppen på Kuusivaara är 182 meter över havet.
Terrängen runt Kuusivaara är huvudsakligen platt. Runt Kuusivaara är det mycket glesbefolkat, med 2 invånare per kvadratkilometer. Det finns inga samhällen i närheten. 